# Cà đắng
Cà đắng là một loài cây lâu năm thuộc họ Cà mọc hoang dại nhưng được trồng lấy quả sử dụng làm rau ăn quả rất rộng rãi ở các vùng đồng bào dân tộc Tây nguyên.

## Mô tả
Cây thân thảo nhẵn nhụi, mọc thẳng hay leo, cao tới 1,5 m với thân màu tím đen, hóa gỗ ở gốc. Các lá hình mác thuôn dài, kích thước 10-30 x 4–15 cm, hoa từ trắng đến tím, quả hình cầu hay tròn dài, kích thước 5–6 cm x 7–8 cm, màu thường là trắng, tím, vàng hoặc xanh, trong ruột có nhiều hạt nhỏ đặc biệt cuống quả khi già có gai nhọn. Sử dụng như là rau ăn quả.

## Sử dụng
Quả thường được chế biến dưới dạng nấu, hoặc ăn sống nhưng thường dùng nhất vẫn là nấu chín.
Kết hợp: Người dân tộc bản địa Tây nguyên thường nấu cà đắng với cá khô, cá suối hoặc các loại phủ tạng động vật nhất là của bò.
Khi nấu cà đắng chú ý gia vị không thể thiếu là ớt thật nhiều và lá lốt xắt chỉ.
Hiện tại món cà đắng đã trở thành món ăn đặc sản và dễ tìm thấy trong hầu hết các nhà hàng ở Tây Nguyên.